# GG1

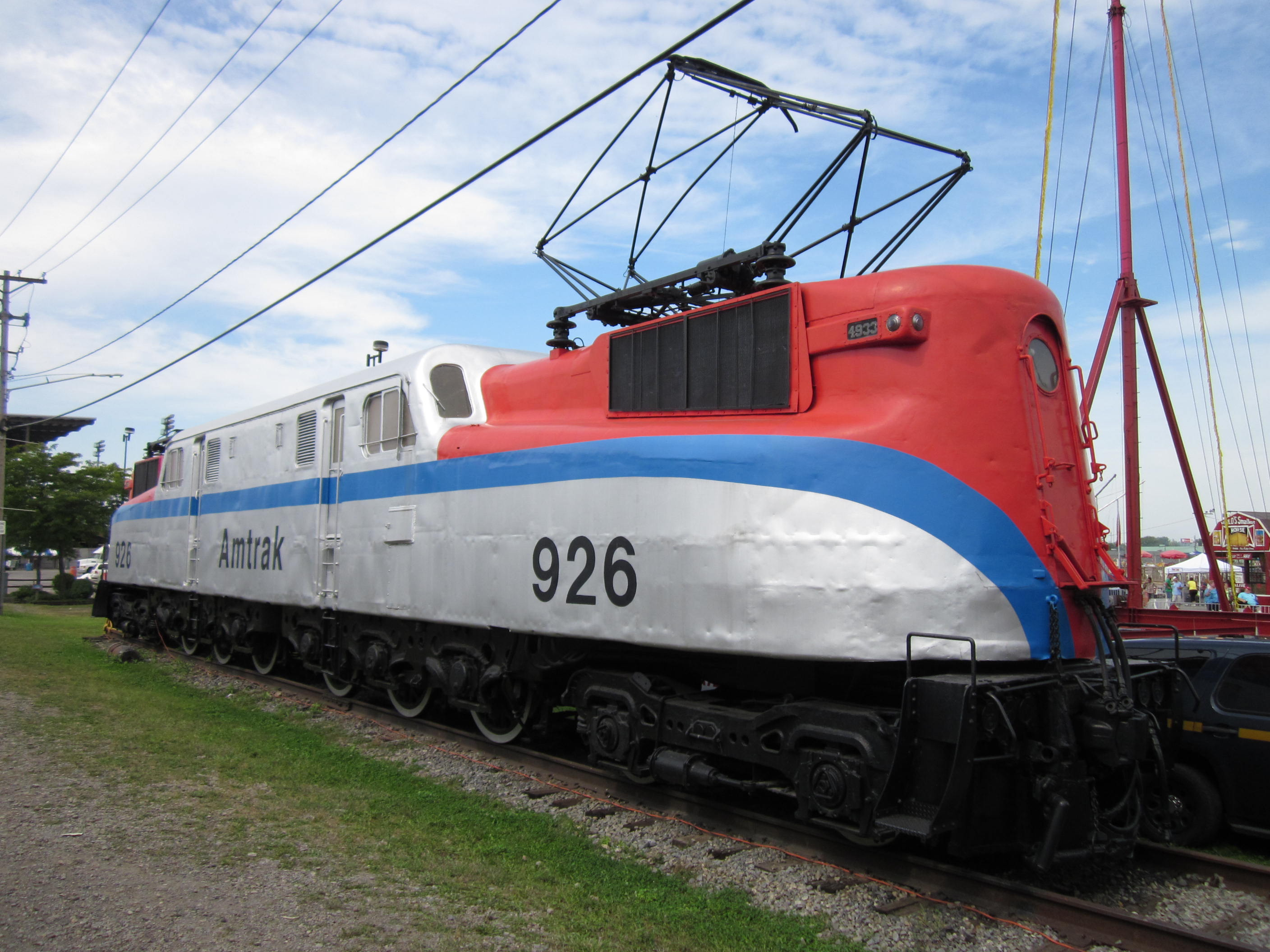
Une GG1 d'Amtrak au Great New York State Fair - Syracuse à New York, août 2011.

La Pennsylvania Railroad GG1 est une locomotive construite dans les années 1930. Elle possède vingt roues, pèse 216 tonnes et peut atteindre 160 km/h.
Selon la classification UIC, cette locomotive électrique est une (2'Co)(Co2').

## Histoire
À la fin des années 1920, la Pennsylvania Railroad est l'une des plus puissantes et dynamiques compagnies de chemin de fer nord-américaines.
Elle possède, de plus, l'une des lignes de la très industrielle côte est des États-Unis, reliant Washington D.C. (District de Columbia) à New York (État de New York) en passant par Baltimore (Maryland) et Philadelphie (Pennsylvanie). La ligne jouit d'un trafic immense, tant de marchandises que de passagers.
Devant le manque de puissance des locomotives à vapeur, le réseau prend la décision d'électrifier la ligne. La ligne est donc électrifiée dès fin 1932 en courant alternatif monophasé de 11 000 volts à 25 hertz. Les installations électriques sont très impressionnantes, car les supports de caténaires sont hauts de 32 m (leurs parties supérieures étant utilisées pour le transport du courant de 132 000 V alimentant les sous-stations qui le transforment en 11 000 V).

## La locomotive
Améliorée par Raymond Loewy en 1934 qui a incité le constructeur à souder la tôlerie plutôt que de la riveter, elle est produite entre 1935 et 1943 à 139 exemplaires par les ateliers de la compagnie situés à Altoona et par Baldwin. General Electric et Westinghouse produisent quant à elles les équipements électriques.
Dès sa mise en service la locomotive connaît un grand succès, tant grâce à son esthétique qu'à ses performances. En effet, elle est capable de remorquer des trains de vingt voitures pesant 1 600 t à 160 km/h et enlève le tout avec facilité, puisqu'elle est capable de fournir 3 680 kW en régime normal et d'aller, sur de courtes périodes, jusqu'à plus de 6 000 kW (environ 8 000 ch). Elle connait toutefois quelques petits défauts, notamment un poids élevé par essieu, qui use les voies.
Une quarantaine sont remises en service par la compagnie Amtrak après sa création en 1971 jusqu'en avril 1980. Parallèlement, Conrail en utilisait une soixantaine pour ses trains de fret jusqu'en 1980. La dernière dizaine d'exemplaires fut utilisée par la compagnie New Jersey Transit pour la traction de ses trains de banlieue jusqu'en 1983.
À ce jour, aucun des 15 exemplaires de GG1 conservés n'est opérationnel, car leurs transformateurs principaux ont dû être retirés en raison de la présence de PCB dans l'huile isolante.

## Exemplaires préservés notables
- Musée national des chemins de fer à Green Bay.
- Musée du chemin de fer de Pennsylvanie à Starsburg ou sont conservées la 4935 (soudée) rénovée et la 4800 "old rivets" (rivetée) à l’extérieur.